# Satoši Nakamoto
Satoši Nakamoto, resp. Satoshi Nakamoto, je jméno nebo pseudonym osoby nebo skupiny, která navrhla a vytvořila protokol pro Bitcoin a potřebný software, Bitcoin-Qt. V roce 2008 na e-mailové konferenci metzdowd.com zveřejnil popis digitální měny bitcoin, whitepaper s názvem Bitcoin: A Peer-to-Peer Electronic Cash System.  V lednu 2009 vydal první software, který zahájil provoz celé sítě a došlo k vytěžení tzv. Genesis bloku. Nakamoto dále přispíval do dalších verzí Bitcoin softwaru společně s ostatními vývojáři, dokud se v polovině roku 2010 postupně nevytratil jeho kontakt s vývojářským týmem a celou komunitou. Zhruba v této době předal kontrolu nad úložištěm zdrojového kódu a klíčových funkcí softwaru Gavinu Andresenovi. Také předal doménu Bitcoin.org a několik dalších domén do rukou předních členů komunity Bitcoinu. V dubnu 2011 napsal poslední email jednomu z vývojářů, ve kterém uvedl že se již věnuje jiným věcem.

## Identita
Skutečná identita Satoshiho Nakamota není známa, ačkoli existuje několik teorií.
| „ | Již nějakou dobu pracuji na novém systému elektronické hotovosti, který funguje plně na principu peer-to-peer, bez centrálního správce. Základním problémem dnešních měn je jejich vysoká závislost na důvěře. Centrálním bankám musíme věřit, že měnu neznehodnotí, jenže ty tuto důvěru zradily už mnohokrát. Bankám zase, že naše peníze budou náležitě spravovat, přitom je rozpůjčovávají ve vlnách úvěrových bublin a v rezervách drží pouhý zlomek našich vkladů. | “ |

Bitcoin Genesis blok s odkazem na The Times

Podle domněnek by Nakamoto mohl mít ve vlastnictví zhruba jeden milión bitcoinů. Tento předpoklad je založen na existenci bitcoinových peněženek, na které Nakamoto převáděl v letech 2009–2010 vytěžené bitcoiny a které od té doby jsou bez pohybu. Při rekordních cenách bitcoinu z listopadu 2024 by šlo o víc než 80 miliard dolarů (zhruba 2 biliony korun), což by ho řadilo do 2. desítky nejbohatších lidí.
Nejsou známy záznamy o existenci identity Nakamoto před vytvořením Bitcoinu. Satoshi je mužské japonské jméno, jehož význam má různé podoby jako „moudrý“, „jasné myšlení“, „bystrý“, nebo „osoba s inteligentními předky“. Nakamoto je japonské příjmení (jméno rodiny).
Na svém profilu u nadace P2P Foundation Nakamoto tvrdil, že je mužem ve věku 37 let s japonskými kořeny. To ale podnítilo řadu pochybností, protože používá jako jazyk angličtinu a software pro Bitcoin nebyl zdokumentován ani vydán v japonštině.
Spekuluje se, že první vydání jeho původního Bitcoinového softwaru je dílo skupiny spolupracovníků, což někoho vede k názoru, že Satoshi Nakamoto byl kolektivní pseudonym skupiny lidí.
Jak v komentářích zdrojového kódu, tak v příspěvcích na fórech používá britskou angličtinu. To naznačuje, že alespoň jedna osoba ze sdružení vydávající se za něj by měla mít původ ze zemí Commonwealthu. Jeden z jeho příspěvků obsahuje anglický výraz „Bloody hard“. „Bloody“ je slovo používané pro klení ve Velké Británii, Irsku, Jižní Africe, Austrálii, na Novém Zélandu a těmi, kteří mluví indickou angličtinou. Nicméně je málokdy slyšet v Severní Americe mimo Newfoundland a Labrador.
Stefan Thomas, švýcarský kodér a aktivní člen komunity, vytvořil graf s časy příspěvků od Nakamota na bitcoinovém fóru (více než 500 příspěvků). Výsledek ukázal prudký pokles aktivity, až na téměř žádné příspěvky, mezi 5. a 11. hodinou Greenwichského středního času. Pokud je Nakamoto jedinec s běžnými zvyky spaní, měl by se nacházet v časovém pásmu UTC−05:00 nebo UTC−06:00. To odpovídá východní části severní Ameriky, části Střední Ameriky, Karibiku a Jižní Ameriky.
Mezi osobami které by se mohli skrývat za tímto pseudonymem jsou uváděni např. Hal Finney, Nick Szabo, Craig Wright, Dorian Nakamoto a další. V prosinci 2015 vydal časopis Wired článek, podle kterého by Nakamotem měl být australský podnikatel a bývalý vědec Craig Steven Wright. Ten se k tomu původně nevyjadřoval, ale v květnu 2016 se za Satoshiho Nakamota veřejně prohlásil a před novináři provedl operace, které podle jeho tvrzení tuto identitu prokazují. Toto prohlášení však rozporovali zástupci komunity Bitcoin či Dan Kaminsky. Wright nikdy nepředložil žádný věrohodný důkaz a pro své obecně jednání (právní spory, snaha o patenty, neprůkazná prohlášení) je mu bitcoinovou komunitou přezdíváno „Faketoshi“ a patří mezi jedny z nejméně oblíbených členů komunity.